# Campeonato Asiático de Atletismo de 2011 - Heptatlo feminino
A prova do Heptatlo do Campeonato Asiático de Atletismo de 2011 foi disputada entre os dias  8 e 9 de julho de 2011 no Kobe Universiade Memorial Stadium em Kobe,  no Japão. 

## Recordes
Antes desta competição, os recordes mundiais e do campeonato nesta prova eram os seguintes:
|                       | Nome                 | Nacionalidade  | Pontos | Local  | Data                   |
| --------------------- | -------------------- | -------------- | ------ | ------ | ---------------------- |
| Recorde mundial       | Jackie Joyner-Kersee | Estados Unidos | 7.291  | Seul   | 24 de setembro de 1988 |
| Recorde do campeonato | Ghada Shouaa         | Síria          | 6.259  | Manila | 1993                   |
| Recorde asiático      | Ghada Shouaa         | Síria          | 6.942  | Götzis | 26 de maio de 1996     |

## Medalhistas
| Ouro                  | Prata                | Bronze              |
| Wassana Winatho (THA) | Fumie Takahara (JPN) | Chie Kiriyama (JPN) |

## Cronograma
Todos os horários são locais (UTC+9).
| Data       | Hora  | Evento                   |
| ---------- | ----- | ------------------------ |
| 8 de julho | 10:20 | 100 metros com barreiras |
| 8 de julho | 11:15 | Salto em altura          |
| 8 de julho | 15:00 | Arremesso de peso        |
| 8 de julho | 17:00 | 200 metros               |
| 9 de julho | 15:30 | Salto em distância       |
| 9 de julho | 16:40 | Lançamento de dardo      |
| 9 de julho | 18:10 | 800 metros               |

## Resultados

### 100 metros com barreiras
A prova foi realizada dia 8 de julho  às 10:20. 
| Posição | Bateria | Atleta               | Nacionalidade | Tempo | Pontos | Notas |
| ------- | ------- | -------------------- | ------------- | ----- | ------ | ----- |
| 1       | 1       | Chie Kiriyama        | Japão         | 13.84 | 1001   |       |
| 2       | 2       | Wassana Winatho      | Tailândia     | 13.95 | 985    |       |
| 3       | 2       | Fumie Takahara       | Japão         | 13.97 | 983    |       |
| 4       | 2       | Anasstasiya Kudinova | Cazaquistão   | 14.49 | 910    |       |
| 5       | 1       | Irina Karpova        | Cazaquistão   | 14.80 | 868    |       |
| 5       | 2       | Chu Chia-Ling        | Taipé Chinesa | 14.80 | 868    |       |
| 7       | 2       | Sushmita Singha Roy  | Índia         | 14.82 | 866    |       |
| 8       | 1       | Sepideh Tavaloki     | Irão          | 15.27 | 806    |       |
| 9       | 1       | Dương Thị Việt Anh   | Vietname      | 15.31 | 801    |       |
| 10      | 1       | Narcisa Atienza      | Filipinas     | 15.79 | 740    |       |

### Salto em altura
A prova foi realizada dia 8 de julho  às 11:15. 
| Posição | Atleta               | Nacionalidade | 1.46 | 1.49 | 1.52 | 1.55 | 1.58 | 1.61 | 1.64 | 1.67 | 1.70 | 1.73 | 1.76 | 1.79 | 1.82 | Resultados | Pontos | Notas | Pts total |
| ------- | -------------------- | ------------- | ---- | ---- | ---- | ---- | ---- | ---- | ---- | ---- | ---- | ---- | ---- | ---- | ---- | ---------- | ------ | ----- | --------- |
| 1       | Dương Thị Việt Anh   | Vietname      | –    | –    | –    | –    | –    | –    | –    | o    | –    | o    | o    | o    | xxx  | 1.79       | 966    |       | 1767      |
| 2       | Wassana Winatho      | Tailândia     | –    | –    | –    | –    | –    | o    | –    | o    | xxo  | xxo  | o    | xxo  | xx   | 1.79       | 966    |       | 1951      |
| 3       | Sepideh Tavaloki     | Irão          | –    | –    | –    | –    | –    | o    | o    | o    | o    | xo   | xxx  |      |      | 1.73       | 891    |       | 1697      |
| 4       | Chu Chia-Ling        | Taipé Chinesa | –    | –    | –    | o    | –    | o    | o    | xxo  | xo   | xo   | xxx  |      |      | 1.73       | 891    |       | 1759      |
| 5       | Sushmita Singha Roy  | Índia         | –    | –    | –    | o    | –    | o    | o    | o    | xo   | xxx  |      |      |      | 1.70       | 855    |       | 1721      |
| 6       | Irina Karpova        | Cazaquistão   | –    | –    | –    | –    | o    | o    | xo   | o    | xxo  | xxx  |      |      |      | 1.70       | 855    |       | 1723      |
| 7       | Narcisa Atienza      | Filipinas     | –    | –    | –    | –    | –    | o    | o    | o    | xxx  |      |      |      |      | 1.67       | 818    |       | 1558      |
| 8       | Anasstasiya Kudinova | Cazaquistão   | –    | –    | –    | –    | o    | o    | o    | xxx  |      |      |      |      |      | 1.64       | 783    |       | 1693      |
| 9       | Fumie Takahara       | Japão         | –    | o    | o    | o    | o    | o    | xo   | xxx  |      |      |      |      |      | 1.64       | 783    |       | 1766      |
| 10      | Chie Kiriyama        | Japão         | o    | o    | o    | xxx  |      |      |      |      |      |      |      |      |      | 1.52       | 644    |       | 1645      |

### Arremesso de peso
A prova foi realizada dia 8 de julho  às 15:00. 
| Posição | Atleta               | Nacionalidade | #1    | #2    | #3    | Resultados | Pontos | Notas | Pts total |
| ------- | -------------------- | ------------- | ----- | ----- | ----- | ---------- | ------ | ----- | --------- |
| 1       | Sushmita Singha Roy  | Índia         | 11.33 | 11.62 | 12.49 | 12.49      | 694    |       | 2415      |
| 2       | Narcisa Atienza      | Filipinas     | 11.81 | 11.85 | 11.97 | 11.97      | 659    |       | 2217      |
| 3       | Wassana Winatho      | Tailândia     | 11.91 | 11.56 | x     | 11.91      | 655    |       | 2606      |
| 4       | Chie Kiriyama        | Japão         | 11.71 | 11.48 | 11.07 | 11.71      | 642    |       | 2287      |
| 5       | Irina Karpova        | Cazaquistão   | 11.38 | 10.99 | 11.27 | 11.38      | 620    |       | 2343      |
| 6       | Fumie Takahara       | Japão         | 10.80 | 10.80 | 11.32 | 11.32      | 616    |       | 2382      |
| 7       | Sepideh Tavaloki     | Irão          | 9.68  | 10.22 | 11.15 | 11.15      | 605    |       | 2302      |
| 8       | Chu Chia-Ling        | Taipé Chinesa | 9.80  | 10.74 | 9.15  | 10.74      | 578    |       | 2337      |
| 9       | Dương Thị Việt Anh   | Vietname      | 9.61  | 10.15 | 10.19 | 10.19      | 542    |       | 2309      |
| 10      | Anasstasiya Kudinova | Cazaquistão   | 9.50  | 9.34  | 9.34  | 9.50       | 497    |       | 2190      |

### 200 metros
A prova foi realizada dia 8 de julho  às 17:00. 
| Posição | Bateria | Atleta               | Nacionalidade | Tempo | Pontos | Notas | Pts total |
| ------- | ------- | -------------------- | ------------- | ----- | ------ | ----- | --------- |
| 1       | 1       | Wassana Winatho      | Tailândia     | 24.97 | 890    |       | 3496      |
| 2       | 1       | Chie Kiriyama        | Japão         | 25.10 | 878    |       | 3165      |
| 3       | 2       | Anasstasiya Kudinova | Cazaquistão   | 25.29 | 860    |       | 3050      |
| 4       | 1       | Sushmita Singha Roy  | Índia         | 25.77 | 817    |       | 3232      |
| 5       | 2       | Fumie Takahara       | Japão         | 25.80 | 815    |       | 3197      |
| 6       | 2       | Narcisa Atienza      | Filipinas     | 26.72 | 735    |       | 2952      |
| 7       | 1       | Chu Chia-Ling        | Taipé Chinesa | 26.73 | 734    |       | 3071      |
| 8       | 1       | Irina Karpova        | Cazaquistão   | 27.03 | 709    |       | 3052      |
| 9       | 2       | Sepideh Tavaloki     | Irão          | 27.21 | 694    |       | 2996      |
| 10      | 2       | Dương Thị Việt Anh   | Vietname      | DNS   | 0      |       | 2309      |

### Salto em distância
A prova foi realizada dia 9 de julho  às 15:30. 
| Posição | Atleta               | Nacionalidade | #1    | #2    | #3    | Resultados | Pontos | Notas | Pts total |
| ------- | -------------------- | ------------- | ----- | ----- | ----- | ---------- | ------ | ----- | --------- |
| 1       | Wassana Winatho      | Tailândia     | 5.80  | x     | 6.08  | 6.08       | 874    |       | 4370      |
| 2       | Chie Kiriyama        | Japão         | 6.03  | 5.82  | 5.99  | 6.03       | 859    |       | 4024      |
| 3       | Anasstasiya Kudinova | Cazaquistão   | 5.85  | 5.85w | 5.95  | 5.95       | 834    |       | 3884      |
| 4       | Fumie Takahara       | Japão         | 5.80  | 5.77w | 5.83  | 5.83       | 798    |       | 3995      |
| 5       | Sushmita Singha Roy  | Índia         | 5.69  | 5.81  | x     | 5.81       | 792    |       | 4024      |
| 6       | Chu Chia-Ling        | Taipé Chinesa | 5.53  | 5.69  | 5.68  | 5.69       | 756    |       | 3827      |
| 7       | Narcisa Atienza      | Filipinas     | 5.54w | 5.05  | 5.12  | 5.54w      | 712    |       | 3664      |
| 8       | Irina Karpova        | Cazaquistão   | 5.47  | 5.49  | 5.47w | 5.49       | 697    |       | 3749      |
| 9       | Sepideh Tavaloki     | Irão          | 5.02  | 5.29  | 5.14w | 5.29       | 640    |       | 3636      |

### Lançamento de dardo
A prova foi realizada dia 9 de julho  às 16:40. 
| Posição | Atleta               | Nacionalidade | #1    | #2    | #3    | Resultados | Pontos | Notas | Pts total |
| ------- | -------------------- | ------------- | ----- | ----- | ----- | ---------- | ------ | ----- | --------- |
| 1       | Chie Kiriyama        | Japão         | 39.23 | 37.00 | 42.04 | 42.04      | 706    |       | 4730      |
| 2       | Chu Chia-Ling        | Taipé Chinesa | 32.70 | 40.48 | 27.47 | 40.48      | 677    |       | 4504      |
| 3       | Narcisa Atienza      | Filipinas     | 40.42 | x     | 37.73 | 40.42      | 675    |       | 4339      |
| 4       | Fumie Takahara       | Japão         | 39.48 | 38.68 | 38.56 | 39.48      | 657    |       | 4652      |
| 5       | Sushmita Singha Roy  | Índia         | 35.91 | 36.48 | 36.91 | 36.91      | 608    |       | 4632      |
| 6       | Wassana Winatho      | Tailândia     | 32.48 | 34.18 | 23.48 | 34.18      | 556    |       | 4926      |
| 7       | Irina Karpova        | Cazaquistão   | 29.73 | 29.96 | 33.68 | 33.68      | 546    |       | 4295      |
| 8       | Sepideh Tavaloki     | Irão          | 30.10 | 26.90 | 30.11 | 30.11      | 479    |       | 4115      |
| 9       | Anasstasiya Kudinova | Cazaquistão   | 27.02 | 28.02 | 27.26 | 28.02      | 439    |       | 4323      |

### 800 metros
A prova foi realizada dia 9 de julho  às 18:10.
| Posição | Atleta               | Nacionalidade | Tempo   | Pontos | Notas |
| ------- | -------------------- | ------------- | ------- | ------ | ----- |
| 1       | Fumie Takahara       | Japão         | 2:18.83 | 839    |       |
| 2       | Wassana Winatho      | Tailândia     | 2:22.96 | 784    |       |
| 3       | Irina Karpova        | Cazaquistão   | 2:26.48 | 738    |       |
| 4       | Anasstasiya Kudinova | Cazaquistão   | 2:26.56 | 737    |       |
| 5       | Chie Kiriyama        | Japão         | 2:28.45 | 712    |       |
| 6       | Narcisa Atienza      | Filipinas     | 2:29.28 | 702    |       |
| 7       | Sepideh Tavaloki     | Irão          | 2:33.47 | 650    |       |
| 8       | Chu Chia-Ling        | Taipé Chinesa | 2:35.96 | 620    |       |
| 9       | Sushmita Singha Roy  | Índia         | 2:42.25 | 547    |       |

## Classificação final
| Colocação         | Atleta               | Nacionalidade | 100 m C/B | SA   | AP    | 200 m | SD   | LD    | 800 m   | Total | Notas                |
| ----------------- | -------------------- | ------------- | --------- | ---- | ----- | ----- | ---- | ----- | ------- | ----- | -------------------- |
| Medalha de ouro   | Wassana Winatho      | Tailândia     | 13.95     | 1.79 | 11.91 | 24.97 | 6.08 | 34.18 | 2:22.96 | 5710  | Recorde da temporada |
| Medalha de prata  | Fumie Takahara       | Japão         | 13.97     | 1.64 | 11.32 | 25.80 | 5.83 | 39.48 | 2:18.83 | 5491  | Recorde pessoal      |
| Medalha de bronze | Chie Kiriyama        | Japão         | 13.84     | 1.52 | 11.71 | 25.10 | 6.03 | 42.04 | 2:28.45 | 5442  |                      |
| 4                 | Sushmita Singha Roy  | Índia         | 14.82     | 1.70 | 12.49 | 25.77 | 5.81 | 36.91 | 2:42.25 | 5179  |                      |
| 5                 | Chu Chia-Ling        | Taipé Chinesa | 14.80     | 1.73 | 10.74 | 26.73 | 5.69 | 40.48 | 2:35.96 | 5124  | Recorde pessoal      |
| 6                 | Anasstasiya Kudinova | Cazaquistão   | 14.49     | 1.64 | 9.50  | 25.29 | 5.95 | 28.02 | 2:26.56 | 5060  |                      |
| 7                 | Narcisa Atienza      | Filipinas     | 15.79     | 1.67 | 11.97 | 26.72 | 5.54 | 40.42 | 2:29.28 | 5041  |                      |
| 8                 | Irina Karpova        | Cazaquistão   | 14.80     | 1.70 | 11.38 | 27.03 | 5.49 | 33.68 | 2:26.48 | 5033  |                      |
| 9                 | Sepideh Tavaloki     | Irão          | 15.27     | 1.73 | 11.15 | 27.21 | 5.29 | 30.11 | 2:33.47 | 4765  |                      |
| 10 !              | Dương Thị Việt Anh   | Vietname      | 15.31     | 1.79 | 10.19 | DNS   | –    | –     | –       | DNF   |                      |

Legenda
| Recorde mundial       | Recorde mundial (World record)               |                       | Recorde africano                      | Recorde africano (African) |                                           | Q | Classificado por posição (Qualified) |
| Recorde do campeonato | Recorde do campeonato (Championship record)  | Recorde da América    | Recorde da América (Americas)         | q                          | Classificado por melhor tempo (Qualified) |   |                                      |
| Melhor marca do ano   | Melhor marca do ano (World leading)          | Recorde asiático      | Recorde asiático (Asian)              | DNS                        | Não largou (Did not start)                |   |                                      |
| Recorde nacional      | Recorde nacional (National record)           | Recorde europeu       | Recorde europeu (European)            | DNF                        | Não terminou (Did not finish)             |   |                                      |
| Recorde pessoal       | Recorde pessoal do atleta (Personal best)    | Recorde da Oceania    | Recorde da Oceania (Oceania)          | DSQ / DQ                   | Desclassificado (Disqualified)            |   |                                      |
| Recorde da temporada  | Recorde da temporada do atleta (Season best) | Recorde sul-americano | Recorde sul-americano (South America) | NM                         | Sem marca (No mark)                       |   |                                      |